# Prêmio ACE
ACE é um programa anual produzido pela Asociación de Cronistas del Espectáculo da Argentina.